# Lijst van nummer 1-albums in de Nederlandse Album Top 100 in 1993
Onderstaande albums stonden in 1993 op nummer 1 in de CD/MC Top 100 en tussen 6 februari en 6 maart 1993 in de Album Top 100 en vanaf 6 maart 1993 in de Album Mega Top 100, de voorlopers van de huidige Nederlandse Album Top 100. Tot 6 februari 1993 verzamelde bureau Intomart gegevens voor het samenstellen van de lijst onder auspiciën van Buma/Stemra. Vanaf 6 februari 1993 werd de lijst wekelijks samengesteld door de Stichting Mega Top 50.
| Nummer | Datum        | Artiest                | Titel                              | Opmerking     |
| ------ | ------------ | ---------------------- | ---------------------------------- | ------------- |
| 322    | 2 januari    | Diverse artiesten      | Het beste uit de Top 40 van '92    | Verzamelalbum |
| 323    | 9 januari    | Soundtrack             | The bodyguard                      |               |
|        | 16 januari   | Soundtrack             | The bodyguard                      |               |
|        | 23 januari   | Soundtrack             | The bodyguard                      |               |
|        | 30 januari   | Soundtrack             | The bodyguard                      |               |
|        | 6 februari   | Soundtrack             | The bodyguard                      |               |
|        | 13 februari  | Soundtrack             | The bodyguard                      |               |
|        | 20 februari  | Soundtrack             | The bodyguard                      |               |
|        | 27 februari  | Soundtrack             | The bodyguard                      |               |
|        | 6 maart      | Soundtrack             | The bodyguard                      |               |
|        | 13 maart     | Soundtrack             | The bodyguard                      |               |
| 324    | 20 maart     | Eric Clapton           | Unplugged                          |               |
|        | 27 maart     | Eric Clapton           | Unplugged                          |               |
|        | 3 april      | Eric Clapton           | Unplugged                          |               |
|        | 10 april     | Eric Clapton           | Unplugged                          |               |
|        | 17 april     | Eric Clapton           | Unplugged                          |               |
|        | 24 april     | Eric Clapton           | Unplugged                          |               |
| 325    | 1 mei        | BZN                    | Gold                               |               |
|        | 8 mei        | BZN                    | Gold                               |               |
|        | 15 mei       | BZN                    | Gold                               |               |
|        | 22 mei       | BZN                    | Gold                               |               |
|        | 29 mei       | BZN                    | Gold                               |               |
| 326    | 5 juni       | 2 Unlimited            | No limits!                         |               |
|        | 12 juni      | 2 Unlimited            | No limits!                         |               |
|        | 19 juni      | 2 Unlimited            | No limits!                         |               |
|        | 26 juni      | 2 Unlimited            | No limits!                         |               |
|        | 3 juli       | 2 Unlimited            | No limits!                         |               |
|        | 10 juli      | 2 Unlimited            | No limits!                         |               |
|        | 17 juli      | 2 Unlimited            | No limits!                         |               |
| 327    | 24 juli      | U2                     | Zooropa                            |               |
|        | 31 juli      | U2                     | Zooropa                            |               |
| 328    | 7 augustus   | UB40                   | Promises and lies                  |               |
|        | 14 augustus  | UB40                   | Promises and lies                  |               |
|        | 21 augustus  | UB40                   | Promises and lies                  |               |
| 329    | 28 augustus  | 4 Non Blondes          | Bigger better faster more!         |               |
|        | 4 september  | 4 Non Blondes          | Bigger better faster more!         |               |
|        | 11 september | 4 Non Blondes          | Bigger better faster more!         |               |
|        | 18 september | 4 Non Blondes          | Bigger better faster more!         |               |
|        | 25 september | 4 Non Blondes          | Bigger better faster more!         |               |
|        | 2 oktober    | 4 Non Blondes          | Bigger better faster more!         |               |
| 330    | 9 oktober    | Mariah Carey           | Music box                          |               |
|        | 16 oktober   | Mariah Carey           | Music box                          |               |
|        | 23 oktober   | Mariah Carey           | Music box                          |               |
| 331    | 30 oktober   | Pearl Jam              | Vs.                                |               |
|        | 6 november   | Pearl Jam              | Vs.                                |               |
| 332    | 13 november  | BZN                    | Sweet dreams                       |               |
| 333    | 20 november  | Meat Loaf              | Bat out of hell II: Back into hell |               |
|        | 27 november  | Meat Loaf              | Bat out of hell II: Back into hell |               |
| 334    | 4 december   | Phil Collins           | Both sides                         |               |
| 335    | 11 december  | Kinderen voor Kinderen | Kinderen voor Kinderen 14          |               |
|        | 18 december  | Kinderen voor Kinderen | Kinderen voor Kinderen 14          |               |
| 336    | 25 december  | Bryan Adams            | So far so good                     |               |